# Torre de la Granadella
La Torre de la Granadella és una torre de Camarles (Baix Ebre) declarada bé cultural d'interès nacional.

## Descripció
És una torre de planta quadrangular al costat de la casa dels Jordà (del segle XIX) i una església (segle XIX-XX). Fa uns 16 metres d'alçada. Consta de planta baixa i tres pisos i és rematada amb un terrat. Al nivell de la segona planta, el mur que toca les altres edificacions està foradat per fer un pas de comunicació i es va construir una escala d'obra que va suposar la reducció de les estances i enderrocar part dels sostres.
Originàriament l'accés a la torre es feia per una porta, encara visible, situada al primer pis; és d'arc de mig punt adovellada. Més endavant es va obrir una altra porta, molt semblant a l'anterior, a la planta baixa; uns graons porten a aquesta porta.
La planta baixa està coberta amb volta de pedra. En tota la torre s'obren algunes espitlleres i finestres petites. Les parets estan fetes de carreus de pedra poc desbastades excepte els angles que són fets amb carreus més grans i treballats; els darrers dos metres estan fets amb un aparell constructiu molt irregular així que possiblement va ser afegit amb posterioritat.
L'església que hi ha enganxada a la torre és d'una sola nau amb contraforts a l'exterior i la teulada a dues aigües. La casa principal és de planta quadrada, i consta de planta baixa i pis i està totalment feta de pedra.

## Història
La primera menció del terme de Granadella és de gener del 1153. Un any després, el comte de Barcelona Ramon Berenguer IV donà la Granadella al bisbe Gaufred i als canonges de Santa Maria de Tortosa. El 25 d'octubre de 1163, els Montcada lliuraren els drets que tenien a la Granadella al bisbe i als canonges de Tortosa.
La documentació medieval esmenta indistintament el castell i la torre de la Granadella, la qual cosa crea confusió sobre el que realment va ser.
Al segle xiv, la Granadella restà vinculada a la casa Jordà de Tortosa, fins al segle xix que passà al marquès de la Roca.